# Limnophyes iriopequesus
Limnophyes iriopequesus är en tvåvingeart som beskrevs av Sasa och Suzuki 2000. Limnophyes iriopequesus ingår i släktet Limnophyes och familjen fjädermyggor. Inga underarter finns listade i Catalogue of Life.